# Wladimira Ijeronimowna Uborewitsch

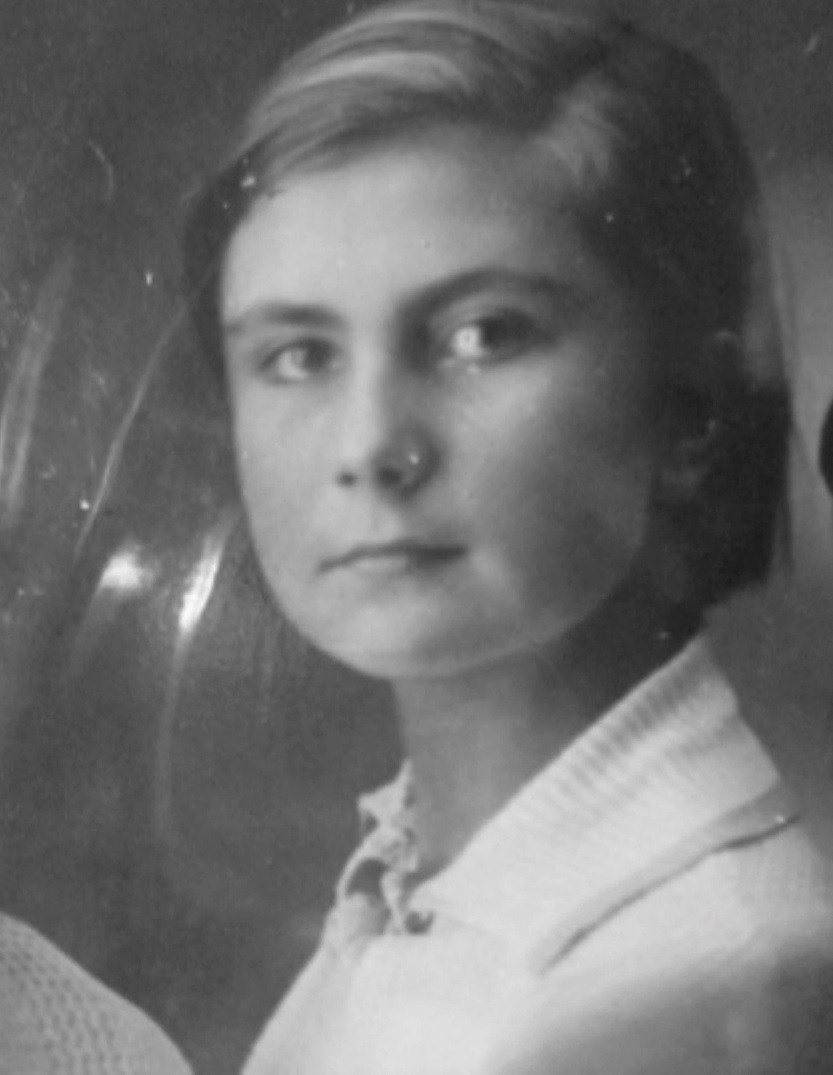
Wladimira Ijeronimowna Uborewitsch (1937)

Wladimira Ijeronimowna Uborewitsch (russisch Владимира Иеронимовна Уборевич; * 14. Februar 1924 in Tschita; † 21. Februar 2020 in Moskau) war eine sowjetisch-russische Architektin.

## Leben
Uborewitschs Vater Jeronimas Uborevičius war Armeekommandeur I. Ranges. 1930 zog die Familie nach Moskau und wohnte zunächst provisorisch im Kreml in der Wohnung des Freundes Anastas Mikojan. Wladimira Uborewitsch war bekannt mit der Adoptivtochter Kira Allilujewa des Bruders Pawel Sergejewitsch Allilujew der Frau Stalins Nadeschda Sergejewna Allilujewa.
Während des Großen Terrors wurde Wladimira Uborewitschs Vater 1937 verhaftet und zusammen mit Michail Nikolajewitsch Tuchatschewski, Iona Emmanuilowitsch Jakir und August Kork erschossen. Sie wurde dann mit ihrer Mutter Nina Wladimirowna Uborewitsch nach Astrachan verbannt. Nach Beginn des Deutsch-Sowjetischen Kriegs wurde ihre Mutter am 1. September 1941 verhaftet und als Mitglied der Familie eines Verräters der Heimat wegen antisowjetischer Agitation erschossen. Wladimira Uborewitsch wurde nun in einem Waisenhaus in Swerdlowsk untergebracht. Als ihr Kindermädchen Marija Spiridonowna Bolotskaja sie dort besuchte, um sie zu adoptieren, wurde dies abgelehnt.
Im Sommer 1942 bestand Uborewitsch die Aufnahmeprüfungen für das evakuierte Moskauer Architektur-Institut (MArchI), so dass sie im September 1942 in Taschkent das Studium am MArchI begann. Dort begegnete sie der evakuierten Jelena Sergejewna Bulgakowa. 1943 kehrte sie mit dem MArchI nach Moskau zurück und lebte in einem Wohnheim.
1944 wurde Uborewitsch verhaftet und 1945 wegen antisowjetischer Agitation zu 5 Jahren Lagerhaft verurteilt, die sie im Arbeitslager Workuta antrat. Sie arbeitete in der Planungsabteilung der Lagerkantine und half den Kameraden ihres Vaters und den Freunden ihrer Mutter. Sie heiratete den 1948 zu 25 Jahren Lagerhaft verurteilten Leningrader Röntgentechniker Oleg Borissowitsch Borowski (1914–1987). Sie erkrankte an Tuberkulose. Am 11. September 1946 gebar sie ihre Tochter Marija. Durch die Amnestie 1947 wurde Uborewitsch vorzeitig aus dem Lager entlassen und lebte in Workuta. 1949 starb ihre Tochter an Meningitis. 1955 erfolgte ihre Rehabilitierung.
Nach der Rehabilitierung ihrer Eltern und ihres Mannes 1957 konnte Uborewitsch nach Moskau zurückkehren, wo sie in den 2. Jahreskurs am Moskauer Bauingenieurinstitut aufgenommen wurde. Nach dem Studienabschluss 1962 arbeitete sie als Konstruktionsingenieurin im Moskauer Militärinstitut Zentromasch (später Sojusmaschprojekt). Unterstützt wurde die Familie von Anastas Mikojan. Uborewitsch war befreundet mit der Tochter des legendären abchasischen Generals Wassili Lakoba-Sinaida, die sie 1970 in Pizunda besuchte.
2008 erschien Uborewitschs Dokumentarroman 14 Briefe an  Jelena Sergejewna Bulgakowa.
Im Januar 2013 widmete Rossija K eine mehrteilige Dokumentarsendung der Zeitzeugin Uborewitsch.
Uborewitschs Söhne Wladimir (* 1950) und Boris (* 1959) wurden ebenfalls Architekten. Ihre Enkel und Urenkel leben in Paris.